# Девід Вілсон (1908)
Девід Вілсон (англ. David Wilson; 1 січня 1908, Геббурн — 22 лютого 1992, Глазго) — англійський футболіст, що грав на позиції нападника, насамперед, за клуб «Гамільтон Академікал».

## Ігрова кар'єра
У дорослому футболі дебютував 1928 року виступами за команду клубу «Гамільтон Академікал», в якій провів одинадцять сезонів, протягом яких відзначився 254 голами, що робить його одним з найкращих гравців в історії клубу. Його 34 голи у сезоні 1936/37 дозволили Вілсону того року стати найкращим бомбардиром шотландського чемпіонату.
Завершив ігрову кар'єру у клубі «Странрар».
Помер 22 лютого 1992 року на 85-му році життя у місті Глазго.

## Титули і досягнення
- Найкращий бомбардир чемпіонату Шотландії (1): 1936–1937 (34 голи)